# Trójkąt Hayeka

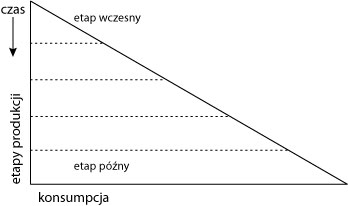
Trójkąt Hayeka

Trójkąt Hayeka – po raz pierwszy przedstawiony został w książce Friedricha von Hayeka Prices and production. Jest to diagram obrazujący wszystkie wydatki istniejące w gospodarce, które są uporządkowane w układzie trójkątnym. Przedstawia on produkcję w różnych stadiach rozwoju: od początkowego (etapy wyższego rzędu), przez późniejszy (etapy niższego rzędu), aż do pojawienia się końcowego dobra konsumpcyjnego. Czas, będący tu istotnym czynnikiem, jest ukazany na schemacie pionowo, choć w nowszych opracowaniach bywa obracany o 90 stopni, przeciwnie do kierunku ruchu wskazówek zegara. Zmianie na poziomą ulega wtedy jego orientacja, a także sposób, w jaki należy go odczytywać – z lewej do prawej. Roszady te okazują się pomocne przy zestawianiu omawianego trójkąta z innymi istotnymi schematami, w szczególności zaś z krzywą możliwości produkcyjnych. 
Wczesne etapy produkcji obejmują najbardziej podstawowe procesy wytwarzania dobra, takie jak wydobycie, zbieranie plonów, a także pozyskiwanie bogactw naturalnych w sposób odmienny od wymienionych. Etapy późniejsze wiążą się natomiast z nakładaniem ostatnich poprawek, dystrybucją, a także umieszczeniem gotowego wyrobu na sklepowych półkach. W samej podstawie trójkąta (lub najdalej po jego prawej stronie, w zależności od orientacji figury) widnieje konsumpcja, czyli środki pieniężne przeznaczone na zakup dóbr.
Kształt i rozmiar trójkąta zależą od sposobu alokacji zasobów na konsumpcję i inwestycje w danej gospodarce. Kluczową rolę odgrywają tu stopy procentowe. Jeśli społeczeństwo poświęca część bieżącej konsumpcji, zwiększając swoje oszczędności, realne stopy procentowe ulegają obniżeniu. Obniżka ta stanowi bodziec dla przedsiębiorców do inwestowania we wczesne etapy produkcji z dwóch powodów. Po pierwsze, konsumenci wydają mniej pieniędzy na dobra detaliczne. Po drugie, niższe stopy procentowe umożliwiają przedsiębiorcom tańsze pożyczanie kapitału inwestycyjnego, i to w większych ilościach. W rezultacie trójkąt Hayeka rozrasta się w linii pionowej i ulega zwężeniu (zakładając wyjściową orientację), czemu towarzyszy zarówno zwiększenie środków na finansowanie wczesnych etapów produkcji, jak i ograniczenie wydatków na dobra niższego rzędu. Gospodarka jest w ten sposób przygotowana do korzystania ze zwiększonych możliwości konsumpcyjnych w przyszłości, których bez inicjującego cały ten proces spadku konsumpcji byłoby mniej. W następstwie trójkąt powiększa się, a wraz z jego wzrostem poszerzają się możliwości do dalszego inwestowania w produkcję, a także do zakupu gotowych dóbr.
Jeśli jednak ma miejsce rzecz przeciwna, tj. wzrost wydatków konsumpcyjnych na gotowe dobra niższego rzędu, oraz mniejsza skłonność do oszczędzania w społeczeństwie, w efekcie rosną stopy procentowe i maleją inwestycje we wczesne etapy produkcji. Z powodu redukcji nakładów produkcyjnych i jednoczesnego wzrostu środków przeznaczanych na konsumpcję, trójkąt maleje i staje się grubszy. Społeczeństwo godzące się na taki kompromis poświęca zarówno bieżące inwestycje, jak i przyszłą konsumpcję.
Trójkąt zniekształca się, gdy stopy procentowe podlegają kontroli banku centralnego. Bez względu na to, czy społeczeństwo decyduje się na oszczędzanie, czy też nie, bank centralny może spowodować gwałtowną obniżkę stóp poprzez zwiększenie podaży pieniądza. Gdy ma to miejsce, przeciwprostokątna trójkąta ulega wykrzywieniu. Rozwojowi podlegają początkowe etapy produkcji, czyniąc cały trójkąt wyższym, a jego podstawę (obrazującą poziom konsumpcji) – większą. Owo zniekształcenie gospodarki ilustruje wygięta przeciwprostokątna (najczęściej wyginająca się do wewnątrz), nie występuje zaś ogólny wzrost wielkości trójkąta. Chybione inwestycje (ang. malinvestments), spowodowane alokacją środków w oderwaniu od realnych, dyktowanych rynkową koniunkturą stóp procentowych, ostatecznie powodują, że trójkąt się kurczy, a społeczeństwo jest w dużo mniejszym stopniu zdolne do oszczędzania i konsumpcji. Wniosek ten jest w gruncie rzeczy podstawą austriackiej teorii cyklu koniunkturalnego, a trójkąt Hayeka służy jako narzędzie do zilustrowania głównych jej elementów.